# Christoph Diehm

Christoph Diehm

Christoph Diehm (* 1. März 1892 in Rottenacker; † 21. Februar 1960 ebenda) war ein deutscher SS-Brigadeführer, Generalmajor der Waffen-SS und Polizei, Polizeipräsident sowie Politiker (NSDAP).

## Werdegang
Diehm, Sohn eines Landwirts, absolvierte nach dem siebenjährigen Besuch der Volksschule von 1906 bis 1909 eine Fortbildungsschule. Ab 1911 war Diehm Berufssoldat und nahm ab August 1914 am Ersten Weltkrieg teil. Ab Januar 1919 gehörte Diehm für zwei Jahre einem Freikorps an und war anschließend Berufssoldat bei der Reichswehr. Von 1922 bis 1925 besuchte er die Heeresfachschule und war danach bis 1929 in der Landwirtschaft tätig. Von Oktober 1926 bis Januar 1928 gehörte Diehm dem Stahlhelm an. Diehm war als Alter Kämpfer von 1921 bis 1923 Mitglied der NSDAP. Nach dem Parteienverbot trat er zum 1. März 1930 der NSDAP erneut bei (Mitgliedsnummer 212.531). Diehm wurde Anfang März 1928 auch Mitglied der SA und wechselte im März 1932 von der SA zur SS (SS-Nummer 28.461).
In seinem Heimatdorf Rottenacker gründete er die Ortsgruppe der NSDAP. Er war ab 1929 Adjutant in der SA-Untergruppe Württemberg und ab 1931 Führer der SA-Gruppe Südwest. Vom 24. April 1932 bis zum 20. November 1933 war er Mitglied im Landtag von Württemberg. Ab 1933 war Diehm von der 9. bis zur 11. Wahlperiode Mitglied des Reichstages der NSDAP für den Wahlkreis 32 Baden im nationalsozialistischen Reichstag. Diehm, der 1932 zum SS-Oberführer befördert wurde, war von März 1932 bis Juli 1933 Führer des SS-Abschnitts X, von Mitte Juli 1933 bis Mitte März 1936 des SS-Abschnitts XIX und ab Mitte März 1936 des SS-Abschnitts I. Ab dem 1. September 1939 war Diehm Führer des SS-Oberabschnitts West.

## Zweiter Weltkrieg
Nach Ausbruch des Zweiten Weltkrieges war Diehm von Ende September 1939 bis Anfang Januar 1942 Polizeipräsident in Gdingen und danach in Saarbrücken/Metz. Am 8. September 1943 wurde Diehm zur Dienststelle des Höheren SS- und Polizeiführers Hans-Adolf Prützmann versetzt und war von 9. Oktober 1943 bis Ende Februar 1944 als SS- und Polizeiführer Shitomir tätig. Anschließend war Diehm als SSPF Lemberg bis zum 16. September 1944 eingesetzt. In seinem Einzugsbereich war Diehm in Massenmorde verstrickt und ließ noch im Juni 1944, kurz vor der Befreiung des Distrikt Galiziens geflüchtete Juden in den Wäldern Galiziens aufspüren. Ab Mitte August 1944 war Diehm noch kurzzeitig beim Höheren SS- und Polizeiführer (HSSPF) Südost als Beauftragter des Reichsverteidigungskommissars beim Festungsbaustab in Kattowitz tätig. Von Ende August 1944 bis September 1944 war Diehm kurzzeitig Kommandeur der 29. Waffen-Grenadier-Division der SS „RONA“ (russische Nr. 1). Vom 19. September 1944 bis Anfang Oktober 1944 vertrat Diehm Friedrich Jeckeln als HSSPF Belgien-Nordfrankreich. Im November 1944 erlitt Diehm eine Kriegsverletzung, aufgrund derer er in ein Lazarett in Berlin verlegt wurde. Ab Januar 1945 fungierte er beim Volkssturm als Inspekteur Südwest und gehörte dem Führungsstab dieser paramilitärischen Organisation an. Im April/Mai 1945 war er SS- und Polizeiführer Salzburg und geriet nach der Schlacht um Wien als Kampftruppenkommandant bei der 6. Armee am 8. Mai 1945 in sowjetische Kriegsgefangenschaft.

## Lebenslauf nach Kriegsende
Diehm wurde erst neun Jahre später, Mitte Januar 1954, aus der sowjetischen Kriegsgefangenschaft entlassen und kehrte nach Deutschland zurück, wo er für kurze Zeit in Zuffenhausen lebte, danach wieder bei seiner Familie in Rottenacker, bis zu seinem Tod 1960.
Nach Kriegsende wurde Diehm juristisch nicht belangt.

## Auszeichnungen
| Diehms SS- und Polizeiränge | Diehms SS- und Polizeiränge |
| Datum                       | Rang                        |
| --------------------------- | --------------------------- |
| März 1932                   | SS-Oberführer               |
| März 1934                   | SS-Brigadeführer            |
| August 1944                 | Generalmajor der Polizei    |
| November 1944               | Generalmajor der Waffen-SS  |

- Eisernes Kreuz (1914) II. und I. Klasse
- Bayerischer Militär-Verdienstorden IV. Klasse mit Schwertern
- Verwundetenabzeichen (1918) in Silber
- Landesorden
- Spange zum Eisernen Kreuz II. und I. Klasse
- Kriegsverdienstkreuz (1939) II. und I. Klasse mit Schwertern
- Verwundetenabzeichen (1939) in Silber
- Ehrendegen des Reichsführers SS
- Totenkopfring der SS